# Lacerna
Lacerna és el nom que donaven els romans a una espècie de capa que es posava sobre la túnica i que s'assegurava amb un fermall a l'espatlla. Es portava oberta i solta. En alguns aspectes era com la clàmide grega.
La lacerna tenia caputxa i era usada entre el poble baix, encara que es va arribar a generalitzar també entre els rics. L'emperador Teodosi va prohibir que els senadors portessin la lacerna pel carrer. Les classes nobles la usaven de porpra, els pobres de llana grollera.
Sembla que es va començar a portar com a protecció per la pluja, i Plini el Vell diu que les lacernes es veien més sovint quan plovia. També es portaven als teatres i als espectacles a l'aire lliure. El color de la lacerna anava a gust de l'usuari. Normalment era de color fosc, feta de llana, però de vegades era de colors vius. Domicià, per decret, va prohibir que al teatre s'hi anés amb lacernes de colors, només s'hi podia assistir amb les de color blanc.